# 土本英樹

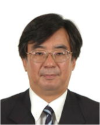
防衛省防衛装備庁ホームページより

土本 英樹（つちもと ひでき、1961年11月12日 – ）は、日本の防衛官僚。

## 人物
岐阜県出身。岐阜県立大垣北高等学校を経て、京都大学経済学部卒業。
イラク戦争後、イラクのサマーワに駐在した。

## 略歴
1986年　防衛庁入庁　経理局会計課
2003年　長官官房企画官
2004年　運用局運用企画課緊急事態対処企画室長（兼）陸上自衛隊イラク復興業務支援隊（在サマーワ）
2005年　長官官房企画官（兼）文書課企画室長
2006年　人事教育局人事制度課長
2008年　防衛研究所総務課長
2009年　警察庁長官官房参事官（教養担当）
2011年　大臣官房訟務管理官
2012年　運用企画局事態対処課長
2013年　内閣府国際平和協力本部事務局次長
2015年　南関東防衛局長
2016年　大臣官房審議官
2018年　防衛装備庁装備政策部長
2019年　大臣官房審議官
2020年　整備計画局長
2022年  防衛装備庁長官
2023年  防衛省顧問